# Fritz Lüdi
Fritz Lüdi (Uster, 1º aprile 1936) è un bobbista svizzero.

## Biografia
Viene ricordato per una medaglia di bronzo nella disciplina del bob a due, ottenuta ai campionati mondiali del 1974 (edizione tenutasi a St. Moritz, Svizzera) insieme al connazionale Karl Häseli.
Nell'edizione l'argento e l'oro andarono alle nazionali tedesche. Vinse anche un'altra medaglia di bronzo sempre con lo stesso compagno ai mondiali del 1975, e una d'argento nel 1977.